# HMS L23
Pour les articles homonymes, voir L23.
Le HMS L23 est un sous-marin de classe L construit pour la Royal Navy pendant la Première Guerre mondiale. Le bateau n’a pas été achevé avant la fin de la guerre, mais il fut l’un des trois bateaux de classe L à servir pendant la Seconde Guerre mondiale. Le L23 a été vendu à la ferraille en 1946.

## Conception
Le HMS L9 et les navires de classe L qui l’ont suivi avaient été agrandis pour recevoir des tubes lance-torpilles de 21 pouces (533 mm) et davantage de carburant. Le sous-marin avait une longueur totale de 70,4 m, un maître-bau de 7,2 m et un tirant d'eau moyen de 4 m. Ces sous-marins avaient un déplacement de 905 tonnes en surface, et 1 091 tonnes en immersion. Ils avaient un équipage de 38 officiers et matelots.
Pour la navigation en surface, ces navires étaient propulsés par deux moteurs diesel Vickers à 12 cylindres de 1 200 ch (895 kW), chacun entraînant un arbre d'hélice. En immersion, chaque hélice était entraînée par un moteur électriques de 600 ch (447 kW). Ils pouvaient atteindre la vitesse de 17 nœuds (31 km/h) en surface et 10,5 nœuds (19,4 km/h) sous l’eau. En surface, la classe L avait un rayon d'action de 3 200 milles marins (5 900 km) à 10 nœuds (19 km/h).
Les navires étaient armés de quatre tubes lance-torpilles de 21 pouces dans l’étrave et de deux tubes de 18 pouces (457 mm) sur les flancs. Ils transportaient quatre torpilles de recharge pour les tubes de 21 pouces et un total de dix torpilles de toutes tailles. Ils étaient également armés d’un canon de pont de 4 pouces (102 mm).

## Engagements
Le HMS L23 est construit par Vickers à son chantier naval de Barrow-in-Furness. Sa quille fut posée le 26 juillet 1917, et il est lancé le 1er juillet 1919. Le bateau est ensuite remorqué jusqu’au chantier naval royal de Chatham Dockyard où il est terminé le 31 octobre 1924. Il a servi dans les années 1920 à la China Station. En février 1940, le HMS L23 a survécu à une attaque par deux destroyers allemands à coups de grenades anti-sous-marines. Une fuite de gazole s’est produite, ce qui a conduit les Allemands à croire que le sous-marin avait été détruit. Le L23 a été vendu à la ferraille en mai 1946.